# Bovistella
Bovistella Morgan. (kurzaweczka) – rodzaj grzybów z rzędu pieczarkowców (Agaricales). W aktualnej klasyfikacji według Index Fungorum jest to takson już nieistniejący.

## Systematyka i nazewnictwo
Pozycja w klasyfikacji: Lycoperdaceae, Agaricales, Agaricomycetidae, Agaricomycetes, Agaricomycotina, Basidiomycota, Fungi (według Index Fungorum).
Nazwę polską podała Wanda Rudnicka-Jezierska w 1991 r.

## Gatunki
- Bovistella alpina D.A. Reid 1969
- Bovistella ammophila (Lév.) Lloyd 1902
- Bovistella atrobrunnea Zeller 1948
- Bovistella australiana Lloyd 1905
- Bovistella davisii Lloyd 1906
- Bovistella dominicensis Lloyd 1906
- Bovistella floridensis Peck 1909
- Bovistella glabrescens Lloyd 1906
- Bovistella henningsii Lloyd 1906
- Bovistella humidicola Bowerman 1962
- Bovistella japonica Lloyd 1906
- Bovistella longipedicellata Teng 1932
- Bovistella melanospora Kreisel 1993
- Bovistella nigrica Lloyd 1922
- Bovistella poeltii Kreisel 1969
- Bovistella reticulata Sosin 1959
- Bovistella rosea Lloyd 1906
- Bovistella sinensis Lloyd 1923
- Bovistella utriformis (Bull.) Demoulin & Rebriev 2017 – tzw. purchawka oczkowana
- Bovistella verrucosa G. Cunn. 1925

Wykaz gatunków i nazwy naukowe na podstawie Index Fungorum. Uwzględniono tylko gatunki zweryfikowane. Nazwy polskie według Władysława Wojewody.